# Tribunal des Eaux de Valence
 (juin 2024).
Si vous disposez d'ouvrages ou d'articles de référence ou si vous connaissez des sites web de qualité traitant du thème abordé ici, merci de compléter l'article en donnant les références utiles à sa vérifiabilité et en les liant à la section « Notes et références ».
Le Tribunal des eaux de Valence ou Tribunal des eaux de la plaine de Valence (en catalan : Tribunal de les Aigües de València et en espagnol : Tribunal de las Aguas de Valencia) est un tribunal coutumier, à savoir que ses règles et son autorité sont données par la tradition et la coutume. Il est chargé de résoudre les conflits d'irrigation dans la plaine de Valence (en catalan : Vega ou Horta de València) dans la Communauté valencienne en Espagne.
Le Tribunal des eaux de la plaine de Valence a été inscrit en octobre 2009 par l'UNESCO, conjointement avec le Conseil des bons hommes de la plaine de Murcie, au patrimoine culturel immatériel de l'humanité sous le titre « Les tribunaux d’irrigants du bassin méditerranéen espagnol : le Conseil des bons hommes de la plaine de Murcie et le Tribunal des eaux de la plaine de Valence ». Le Comité intergouvernemental de sauvegarde du patrimoine culturel immatériel considère que ces tribunaux d'irrigants « assurent la cohésion des communautés traditionnelles, veillent à la complémentarité des métiers (gardiens, inspecteurs, émondeurs...), et contribuent à la transmission orale des savoir-faire d’irrigation qui sont issus d’échanges culturels anciens ainsi que d’un lexique spécialisé riche en arabismes. Ils sont les dépositaires d’une identité locale et régionale de longue durée et de grande importance pour les habitants. ».

## Fonctionnement

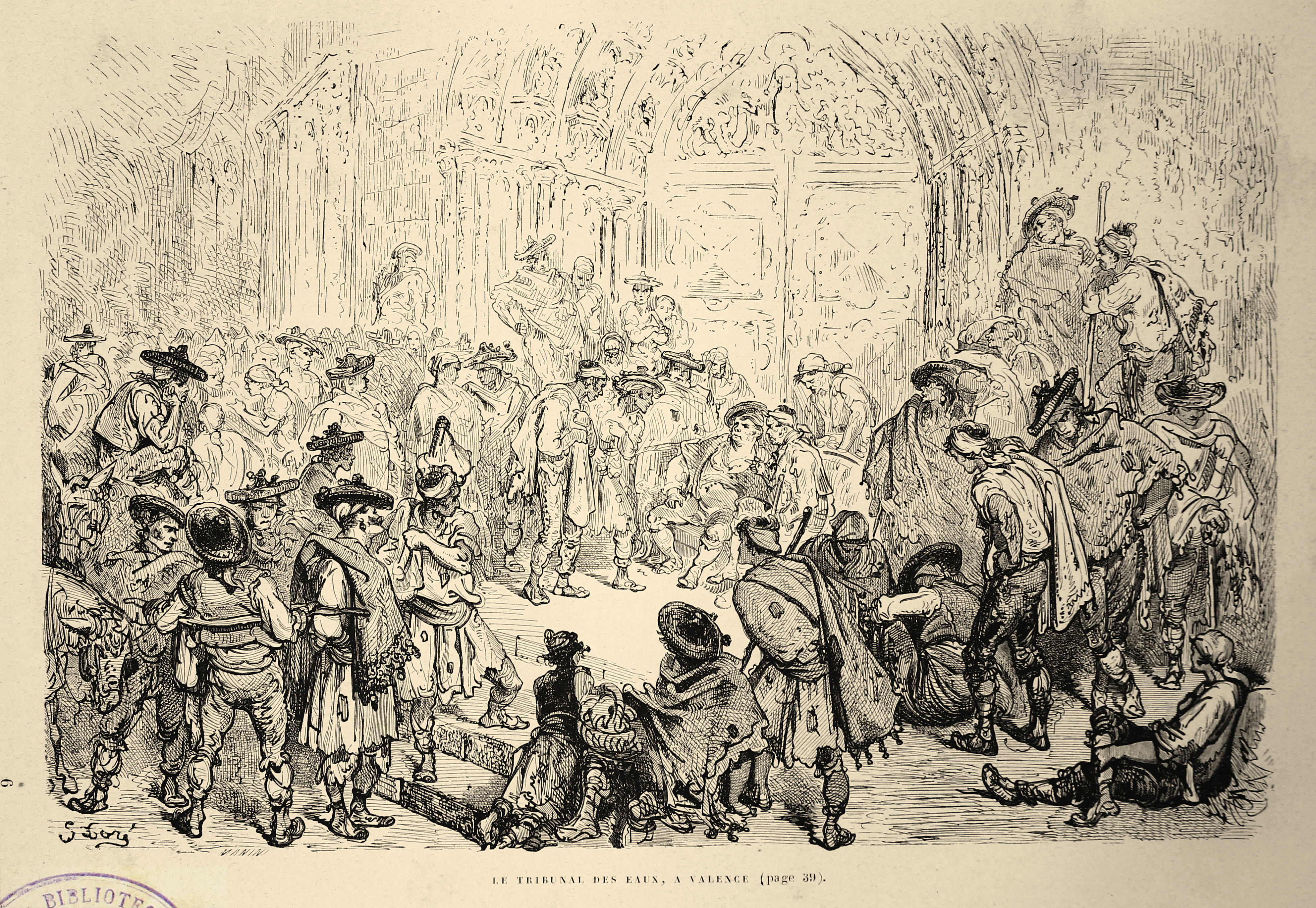
« Le tribunal des eaux, à Valence », gravure de Gustave Doré, dans l'ouvrage du baron Jean Charles Davillier « L'Espagne », 1874.

Le Tribunal est constitué d'un représentant de chacune des Communautés d'Irrigants, huit au total, et l'un d'eux est élu président pour une durée indéterminée. Traditionnellement le président a toujours été alternativement le représentant de Favara ou de Tormos.
Chaque jeudi (sauf jours fériés), le Tribunal se réunit avec ses assesseurs dans la Casa Vestuario sur la Place de la Vierge à Valence pour discuter de différents sujets. C'est à midi pile, pendant que sonnent les cloches de la tour Micalet, que le Tribunal se réunit formellement devant la Porte des Apôtres de la Cathédrale de Valence, sur la même place. L'huissier, avec l'autorisation du président, appelle alors les accusés de chacun des canaux, avec la phrase traditionnelle « Denunciats de la sèquia de…! (requérants du canal de…) » Le jugement se déroule rapidement, oralement et entièrement en valencien. Le plaignant, qui est généralement le gardien du canal auquel appartient le contrevenant, expose le cas devant le Tribunal, et ensuite l'accusé se défend lui-même et répond aux questions du représentant du canal auquel il appartient. C'est ensuite que le Tribunal, à l'exception du représentant du canal en question, décide de la culpabilité ou non de l'accusé. Dans l'affirmative, le représentant du canal fixe le montant de l'amende à payer, en accord avec les règlements de sa propre Communauté d'Irrigants. Aujourd'hui encore l'amende se compte en « gages », comme à l'époque médiévale, un gage correspondant au salaire journalier du gardien du canal.
La juridiction du Tribunal des Eaux de Valence s'applique : aux membres du Tribunal, aux Communautés d'Irrigants, aux attenants, aux personnes juridiques (par exemple les Chambres d'agriculture), aux fermiers/métayers, aux membres des communes, aux concessionnaires d'eau, aux irrigants, aux plaignants eux-mêmes et à des tierces personnes. Les plaignants peuvent être les représentants, les élus qui appartiennent au conseil de chaque Communauté, le gardien (qui devient alors procureur) et des tierces personnes.

## Histoire

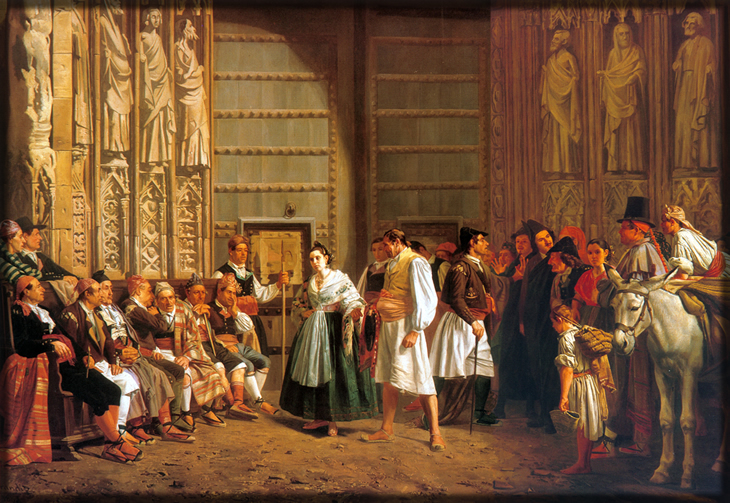
« Tribunal des eaux de Valence », œuvre de Bernardo Ferrándiz, 1875.

Son origine nous est totalement inconnue, mais le plus probable est qu'il s'agit d'une longue évolution depuis l'époque féodale, basée sur des traditions andalouses plus anciennes.
La théorie la plus répandue, mais sans fondement historique, nous la devons à Francisco Javier Borrull, qui la soutint en 1813 devant la Cour de Cadix pour essayer de sauver le Tribunal de la disparition. Son hypothèse était qu'il existait déjà un antécédent à l'époque romaine, mais que sa véritable création sous la forme que nous connaissons aujourd'hui date des règnes des califes Abd al-Rahman III et Al-Hakam II, de 960 plus exactement, mais il n'expliqua pas d'où il tenait cette date précise. Son raisonnement était qu'il s'agissait de la seule époque de paix totale dans la péninsule, et que donc le moment de la création du Tribunal devait dater des règnes de ces deux califes. De fait, le millénaire du Tribunal des Eaux fut célébré en 1960, sous l'impulsion de Vicente Giner Boira, assesseur juridique du Tribunal à ce moment, et principal défenseur de cette théorie au XXe siècle. Une fois l'origine du Tribunal « établie » par Borrull, sa continuation à l'époque féodale est supposée par l'édit XXXV du roi Jacques Ier d'Aragon, en 1239, par lequel il ordonne que les canaux soient régis “segons que antigament és e fo establit e acostumat en temps de sarrahïns (selon les habitudes antérieures qui furent établies au temps des Sarrasins)”. De plus, trois détails viennent appuyer l'origine musulmane du Tribunal : le fait qu'il se réunit chaque jeudi (jour précédant le vendredi, chômé par les musulmans), qui plus est à l'extérieur de la cathédrale (une ancienne mosquée située sur l'agora de l'époque pré-romaine), et enfin que lors des jugements le droit à la parole soit attribué par le président d'un signal du pied (de même que dans beaucoup de tribus nomades d'Afrique du Nord chaque homme savant attribuait la parole aux autres membres de sa tribu).

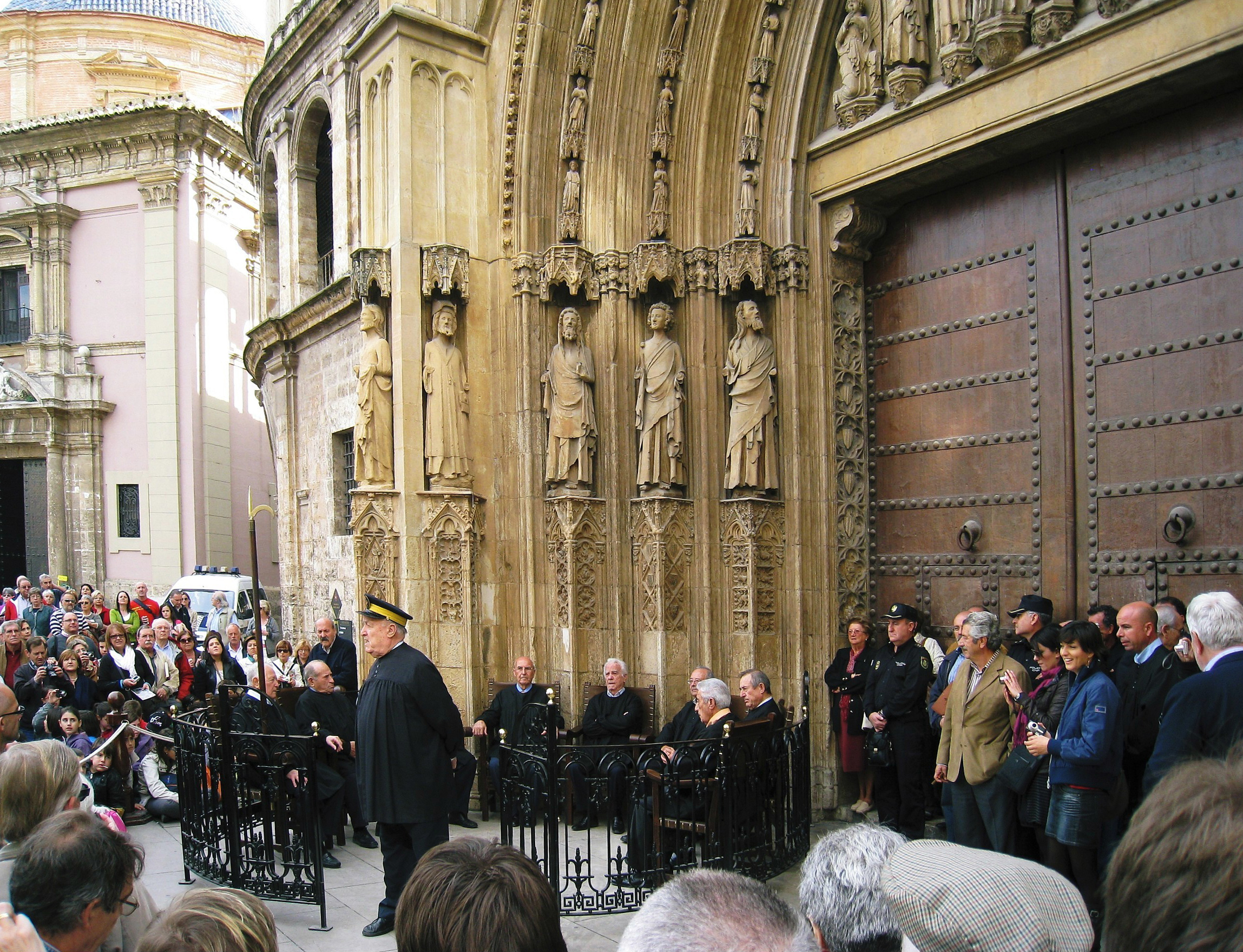
Tribunal des eaux de Valence (2010).

En réalité nous ne possédons aucun document qui parle expressément du Tribunal avant le XVIIIe siècle, ce qui ne veut pas dire qu'il n'existait pas auparavant. Selon les édits de Valence, la juridiction des terres irrigables était tenue par les sequiers de chaque Communauté d'Irrigueurs. Nous savons qu'au début du XVe siècle les sequiers de plusieurs Communautés de l'Horta de Valence convoquaient déjà les accusés le jeudi sur la place de la Seu, mais cela ne démontre pas l'existence d'un tribunal constitué. Pour Thomas Glick, le Tribunal ne devrait son origine à aucun roi ou calife, mais serait le résultat d'une très longue évolution. Si nous n'avons pas de documentation sur son existence c'est parce qu'il n'avait aucun statut légal, et comme institution juridique il n'était pas de grande importance, puisque la juridiction dépendait uniquement des sequiers. Il paraît logique de penser que l'objectif premier de la réunion des sequiers n'était pas spécialement la justice elle-même, comme aujourd'hui, mais le rassemblement des meilleurs connaisseurs de ce qui se passait dans la Huerta de Valence. Il est également très probable que le passage d'une réunion de sequiers à un véritable tribunal comme nous l'entendons aujourd'hui se soit produit précisément quand Borrull défendait son existence devant la Cour de Cadix, afin de devenir conforme à la juridiction de l'État libéral.
On peut lire une intéressante description du fonctionnement du Tribunal au XIXe siècle dans le roman de Vicente Blasco Ibáñez La Barraca.

## Perspectives futures
Les temps changent, et le Tribunal des Eaux de Valence n'a plus aujourd'hui l'importance qu'il a eu historiquement. Quand en 1950 entra en fonctionnement la retenue d'eau de Benagéber, qui régula le débit de la Turia, le Tribunal perdit déjà une partie de son importance avec la diminution du nombre de procès liés au manque d'eau. Aujourd'hui le danger d'extinction du Tribunal vient de la disparition physique même de la Huerta de Valence devant l'expansion de la ville, et en conséquence il court le risque de ne plus devenir qu'un spectacle de rue folklorique pour touristes.
Cependant et par ailleurs ce type d'institution reste un exemple pour les réseaux irrigués qui se créent aujourd'hui dans les pays en voie de développement, où ce modèle simple de démocratie directe est applicable (ex périmètre pilote de Bagré au Burkina Faso )